# Stefan Janew (General)

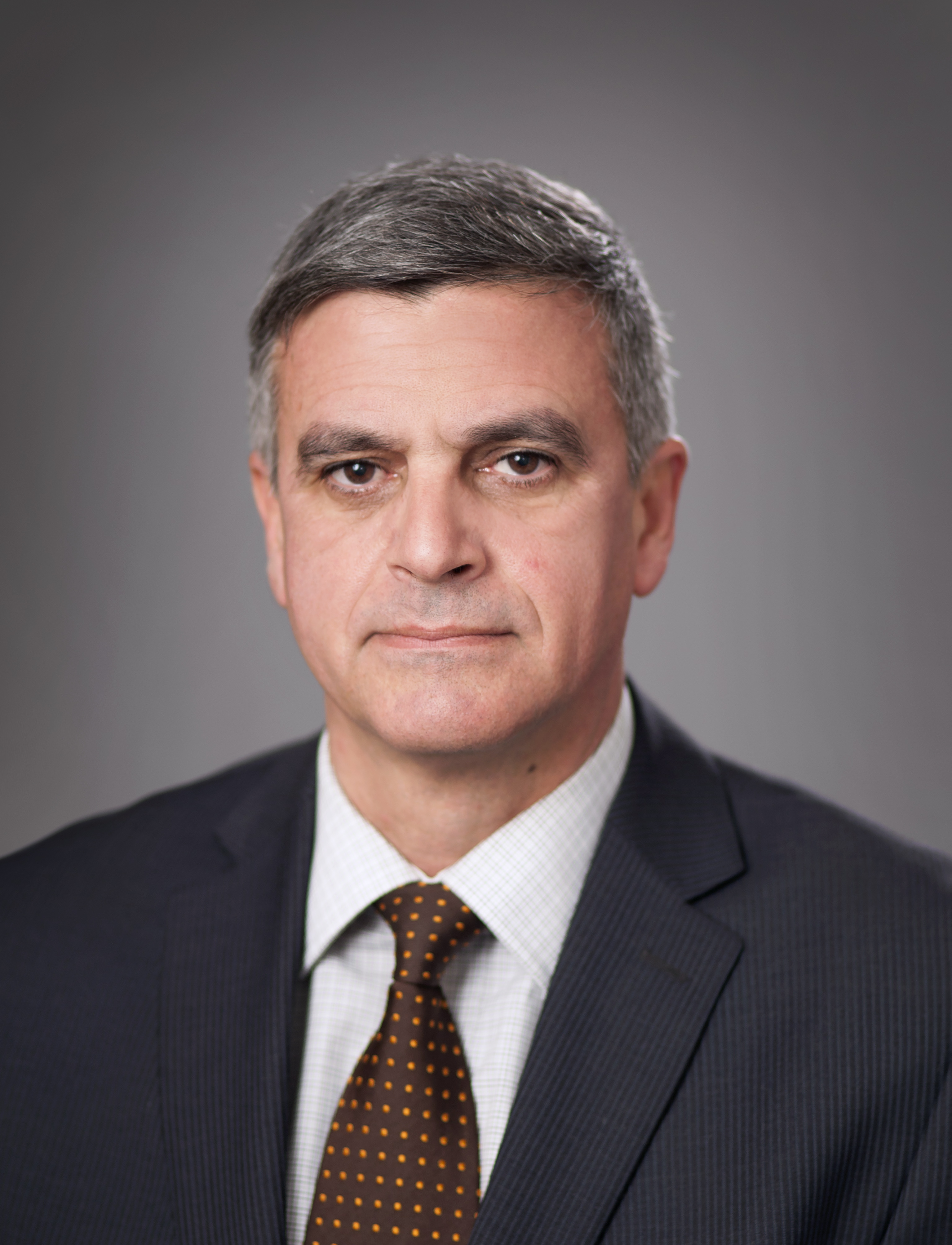
Stefan Janew

Stefan Janew (* 1. März 1960) ist ein bulgarischer Offizier, Brigadegeneral und parteiloser Politiker. Er war vom 12. Mai 2021 bis zum 13. Dezember 2021 Ministerpräsident von Bulgarien. Bis zum 28. Februar 2022 war er anschließend Minister der Verteidigung.

## Leben
Stefan Janew wurde 1960 im Dorf Popowiza in der Oblast Plowdiw geboren.
Ab 1979 besuchte er die Hochschule für Artillerie („G. Dimitrow“) in Schumen. Er wurde daraufhin Kommandant für Artilleriebatterien in Assenowgrad. Danach bildete er sich einige Male weiter, darunter auch in den USA.
Seit 2007 war Janew Direktor verschiedener Abteilungen im Verteidigungsministerium Bulgariens, zuletzt als Direktor der Abteilung „Verteidigende Politik“.
Ab Mai 2014 war Brigadegeneral Janew Leiter der Nationalen Militäruniversität „Wasil Lewski“ Weliko Tarnowo, bevor er mit dem Präsidentendekret Nr. 144 vom 9. Juni 2014 aus dem aktiven Militärdienst entlassen und des Direktorpostens der Universität enthoben wurde. Vom 27. Januar bis 4. Mai 2017 war Janew stellvertretender Ministerpräsident und Verteidigungsminister der Republik Bulgarien in der Interimsregierung von Ognjan Gerdschikow sowie anschließend Sekretär für Sicherheit und Verteidigung des bulgarischen Präsidenten Rumen Radew.
Als nach der Parlamentswahl im April 2021 keine Parteienkoalition im Parlament eine Regierungsmehrheit bilden konnte, wurde Janew vom Präsidenten Radew zum Interimsministerpräsidenten ernannt. Seine Regierung, welche Neuwahlen vorbereitet hatte, wurde am 12. Mai vereidigt. Er folgte auf diesem Posten Bojko Borissow.
Nach den dritten Parlamentswahlen im November 2021 verblieb er bis zur Regierungsbildung unter Kiril Petkow Ministerpräsident. Am 13. Dezember wurde dieser Ministerpräsident und Stefan Janew wurde Verteidigungsminister. Vorher wurde er vom Staatspräsidenten Radew für seine Arbeit gelobt. Auf Grund seiner hartnäckigen Weigerung, den Russischen Überfall auf die Ukraine 2022 als Krieg zu bezeichnen, wurde er am 28. Februar 2022 als  Verteidigungsminister entlassen.
Im Vorfeld der vorgezogenen Parlamentswahl im Oktober 2022 gründete er die nationalkonservative und rechtspopulistische Partei Bulgarischer Aufstieg (bulgarisch Български възход Balgarski wazchod). Mit ihr überwand er die 4-Prozent-Sperrklausel und zog ins Narodno Sabranie.

## Familie
Janew ist verheiratet und Vater von zwei Kindern.

## Sonstiges
Er spricht neben seiner Muttersprache Bulgarisch auch Deutsch, Englisch und Russisch.

## Kabinette
- Regierung Janew I
- Regierung Janew II
- Regierung Petkow